# Circle Jerks
Circle Jerks est un groupe de punk hardcore américain, originaire de Hermosa Beach, en Californie. Il est formé en 1979 par le chanteur de Black Flag, Keith Morris, et le futur guitariste de Bad Religion, Greg Hetson. Ils faisaient partie des groupes punk qui dominaient la scène de Los Angeles au début des années 1980.
Le groupe se sépare et se reforme à deux reprises. La première séparation survint après la sortie de VI en 1987, Hetson décidant de se consacrer à Bad Religion. Il se reforment en 1994 et sortirent l’album Oddities, Abnormalities and Curiosities l’année d’après, qui est suivi d’une tournée. Par la suite, le groupe se sépare une nouvelle fois, car Hetson était toujours impliqué dans Bad Religion, mais ils se reforment en 2001 jusqu'à faire une pause en 2010.
En date, Circle Jerks compte six albums studio, une compilation, un album live et un DVD. Leur dernier album studio, Oddities, Abnormalities and Curiosities, publié en 1995, est le seul album qu’ils ont enregistré après leur première séparation de 1987. Cependant, un nouvel album est annoncé en préparation, dont la date de sortie reste inconnue. De nombreux groupes punks actuels revendiquent l’influence des Circle Jerks, tels que Anti-Flag, Dropkick Murphys, Good Riddance, NOFX, The Offspring et Pennywise,,.

## Biographie

### Débuts (1979-1982)
Le chanteur Keith Morris était un membre originel de Black Flag, qu’il avait formé avec Greg Ginn. Il quitte Black Flag en 1979 pour former le groupe, initialement sous le nom de Bedwetters, avec le guitariste Greg Hetson, le bassiste Roger Rogerson (un guitariste de formation classique) et le batteur Lucky Lehrer. Le nom du groupe fait référence à un terme d'argot qui désigne une pratique de masturbation mutuelle ou en groupe entre hommes.
Leur premier album, Group Sex, sorti en 1980, contient 14 morceaux pour une durée totale de 15 minutes, dont certains morceaux écrits par Morris quand il était encore membre de Black Flag, et un morceau d’Hetson dont le riff et le solo de guitare caractérisent déjà son style à venir. La même année, Circle Jerks est l’un des groupes punks immortalisés dans le documentaire de Penelope Spheeris, The Decline of Western Civilization ; des versions live de cinq morceaux de Group Sex sont inclus dans la bande originale du film.
En 1981, le groupe enregistre leur deuxième album, Wild in the Streets, dont le morceau titre est une reprise d’un tube de Garland Jeffreys. Leur maison de disques d’alors, Faulty Products, cesse d’exister quelques mois après la sortie du disque. Ils récupèrent les droits de Wild in the Streets, mais les enregistrements stéréo originaux seront perdus, et le groupe dut remixer les enregistrements multi-pistes lors de la réédition CD de l’album en 1988.

### Dernières années (1983-1988)
Ils enregistrent leur troisième album, Golden Shower of Hits, en 1983. Le morceau titre est en fait un pot-pourri de six reprises d’artistes aussi divers que The Association, The Carpenters et Tammy Wynette associés de manière à créer une histoire : un couple tombe amoureux, la fille tombe enceinte par accident et ils se marient à la hâte, puis finissent par divorcer. Un autre morceau de l’album, Coup d’État, figure sur la  bande originale d’un des premiers films d’Alex Cox, Repo Man, et le groupe y fait une apparition dans une scène où ils jouent une version acoustique de When the Shits Hits the Fan.
Peu après la sortie de Repo Man, Rogerson et Lehrer quittent le groupe. Ils sont remplacés respectivement par Zander Schloss (qui apparaît aussi dans Repo Man) et Keith Clark. Ils enregistrent ensuite Wonderful qui sort en 1985, puis VI en 1987. Un des morceaux de VI, Love Kills, était une commande d'Alex Cox pour la bande originale du film Sid and Nancy. On peut l'entendre au tout début du film. Chris Poland, après s'être fait renvoyer de Megadeth, rejoint brièvement les Circle Jerks en tant que bassiste, remplaçant Zander Schloss qui avait quitté le groupe.

### Pause (1989-1993)
Les Circle Jerks se séparent en 1989 à la suite du départ de Hetson qui souhaite se consacrer à Bad Religion. Un album live, intitulé Gig, enregistré durant leur dernière tournée, sort en 1992. Pendant la pause, Hetson continue de jouer avec Bad Religion, Schloss joue de la guitare et de la basse ici et là, Clark arrête la musique, et Morris fait des petits boulots, rencontre des problèmes de santé, et se libère de sa dépendance aux drogues et à l'alcool.

### Reformation (1994-1996)
En 1994, les Circle Jerks se reforment avec la formation de l'époque de Wonderful. Ils sortent l'album Oddities, Abnormalities and Curiosities en 1995, qui reste, en date, le dernier album studio enregistré par le groupe. Sur un des morceaux, une reprise de I Wanna Destroy You des Soft Boys, la chanteuse pop Deborah Gibson chante les secondes voix. Elle fait également une apparition surprise lors d'un concert des Circle Jerks au CBGB's pour chanter I Wanna Destroy You avec le groupe. Malgré cette médiatisation, le groupe se sépare à nouveau trois semaines après le début de la tournée qui suit. Cette séparation ne devait pas être définitive, mais elle marque la fin de la carrière musicale de Clark. En 1996, le bassiste originel, Roger Rogerson, meurt d'une overdose.

### Retour et troisième pause (2001–2010)
En 2000, Morris annonce qu'il est diagnostiqué diabétique. Le groupe, constitué du noyau Morris, Hetson et Schloss accompagnés d'un nouveau batteur, Kevin Fitzgerald, réapparaît sur scène en 2001 et continue de se produire depuis. En 2004 sort un DVD live, The Show Must Go Off!, dans lequel ils jouent de nombreux morceaux de leurs six albums studio, plus une reprise des Weirdos, Solitary Confinement, et une des Black Flag, Nervous Breakdown.
Depuis leur reformation, une rumeur circule selon laquelle les Circle Jerks seraient en train de préparer un nouvel album, bien qu'aucune annonce officielle ne soit venue la confirmer. En fin février 2007, le groupe diffuse un nouveau morceau sur leur page MySpace, leur premier depuis 1995, intitulé I'm Gonna Live, qui vient réalimenter la rumeur sur un éventuel nouvel album.
Le groupe se remet en pause en 2010 à cause de divergences entre Morris et le reste du groupe. Le conflit se centrait sur des chansons écrites par Morris et Dimitri Coats. Coats (de Burning Brides), était annoncé à la production de nouvel album de Circle Jerks.

## Discographie

### Albums studio
- 1980 : Group Sex
- 1982 : Wild in the Streets
- 1983 : Golden Shower of Hits
- 1985 : Wonderful
- 1987 : VI
- 1995 : Oddities, Abnormalities and Curiosities

### Albums live/DVD
- 1991 : Gig (live)
- 2005: The Show Must Go Off! (live)

## Membres
- Keith Morris – chant (1979–1990, 1994–1995, 2001–2010)
- Greg Hetson – guitare (1979–1990, 1994–1995, 2001–2010)
- Roger Rogerson  – basse (1979–1983 ; décédé en 1996)
- Earl Liberty – basse (1983–1984)
- Zander Schloss – basse (1984–1990, 1994–1995, 2001–2010)
- Lucky Lehrer – batterie (1979–1983)
- Chuck Biscuits – batterie (1983–1984)
- Keith Clark – batterie (1984–1990, 1994–1995)
- Kevin Fitzgerald – batterie (2001–2010)